# Open di Zurigo 2003
L'Open di Zurigo 2003 è stato un torneo femminile di tennis giocato sul cemento indoor. È stata la 20ª edizione del torneo, che fa parte della categoria Tier I nell'ambito del WTA Tour 2003. si è giocato nell'Hallenstadion di Zurigo in Svizzera, dal 13 al 19 ottobre 2003.

## Campionesse

### Singolare
Justine Henin ha battuto in finale  Jelena Dokić con il punteggio di 6–0, 6–4

### Doppio
Kim Clijsters /  Ai Sugiyama hanno battuto in finale  Virginia Ruano Pascual /  Paola Suárez con il punteggio di 7–6(3), 6–2